# Nebiogastes
Nebiogastes (em grego: Νεβιογάστης), Neobigastes (em grego: Νεοβιγάστης) ou Nebigáscio (em grego: Νεβιγάστιος; m. 407) foi um oficial romano de origem franca que apoiou o usurpador Constantino III (r. 407–411).

## Vida
Nebiogastes foi um oficial do exército romano ocidental na Britânia. Em 407, o general Cláudio Constantino (Constantino III) rebelou-se contra Honório (r. 395–423) e nomeou Nebiogastes e Justiniano mestres dos soldados da Gália. Constantino cruzou o canal da Mancha e atacou as tropas lealistas na Gália. Nebiogastes foi persuadido a encontrar-se com Saro, um dos generais de Honório, mas foi traído e morto.